# سيد جيمس
سيد جيمس (بالإنجليزية: Sid James)‏ هو ممثل بريطاني، ولد في 8 مايو 1913 في جنوب أفريقيا، وتوفي في 26 أبريل 1976 بسندرلاند في المملكة المتحدة بسبب نوبة قلبية. بدأ مشواره المهني سنة 1947.

## أعمال

### أفلام
- (1951) رحلة السيد هولاند
- (1959) تسع وثلاثون خطوة
- (1964) الاستمرار في كليو

## وصلات خارجية
- سيد جيمس على موقع IMDb (الإنجليزية)
- سيد جيمس على موقع روتن توميتوز (الإنجليزية)
- سيد جيمس على موقع ألو سيني (الفرنسية)
- سيد جيمس على موقع ميوزك برينز (الإنجليزية)
- سيد جيمس على موقع قاعدة بيانات الأفلام السويدية (السويدية)
- سيد جيمس على موقع إن إن دي بي (الإنجليزية)
- سيد جيمس على موقع ديسكوغز (الإنجليزية)
- سيد جيمس على موقع قاعدة بيانات الفيلم (الإنجليزية)